# Die sieben Paar Schuhe aus Eisen und die drei Stöcke aus Holz
Die sieben Paar Schuhe aus Eisen und die drei Stöcke aus Holz ist ein Märchen (Aarne 425), das im korsischen Sprachraum bekannt ist.

## Handlung
Die junge Catarinella folgt einer sie rufenden Stimme einen Berg hinauf, wo sie einem Gärtner begegnet, der sie in ein Schloss führt. Der Wächter des Schlosses zeigt ihr daraufhin einige versteinerte Jünglinge und trägt ihr auf, solange durch die Welt zu wandern, bis sie sieben Paar Schuhe aus Eisen und drei Stöcke aus Holz abgetragen hat. Gelänge ihr das Aufgetragene, so könne sie den ebenfalls versteinerten Prinzen des Schlosses heiraten, andernfalls würde sie auch versteinern.
Catarinella begibt sich daraufhin auf die Reise, während der sie eine Birne, eine Nuss und eine Mandel erhält, die durch Musik, für kurze Zeit, das verzauberte Schloss und die Mühle des Königs aus der Erde fahren lassen sowie Tote wieder zum Sprechen und Tanzen bringen können. Dann, nach langer Zeit, gelangt sie in die Stadt des Vaters, des versteinerten Prinzen, wo sie mit dem Klang der Mandel einen toten, großen Hofmann wieder zum Sprechen und Tanzen bringt und dadurch die Aufmerksamkeit des Königs bekommt. Bei diesem lässt sie durch die Nuss dessen Mühle und durch die Birne das Schloss mit dem verzauberten Prinzen erscheinen und erzählt dem König danach, wo er seinen Sohn finden kann. Sie selbst aber wandert ihren Weg zurück, auf dem sie, kurz vor erreichen des verzauberten Schlosses, das letzte Paar Schuhe und den letzten Stock abnutzt, woraufhin die Versteinerten erlöst werden und Catarinella den Prinzen heiratet.

## Hintergrund
Diese korsische Version des Märchens stammt aus J. B. F. Ortolis Werk Les contes populaires de l’Ile de Corse (Paris 1883, Nr. 3) und erhielt im Deutschen den Titel Die sieben Paar Schuhe aus Eisen und die drei Stöcke aus Holz.